# 鏡面反射

鏡面反射の概念図

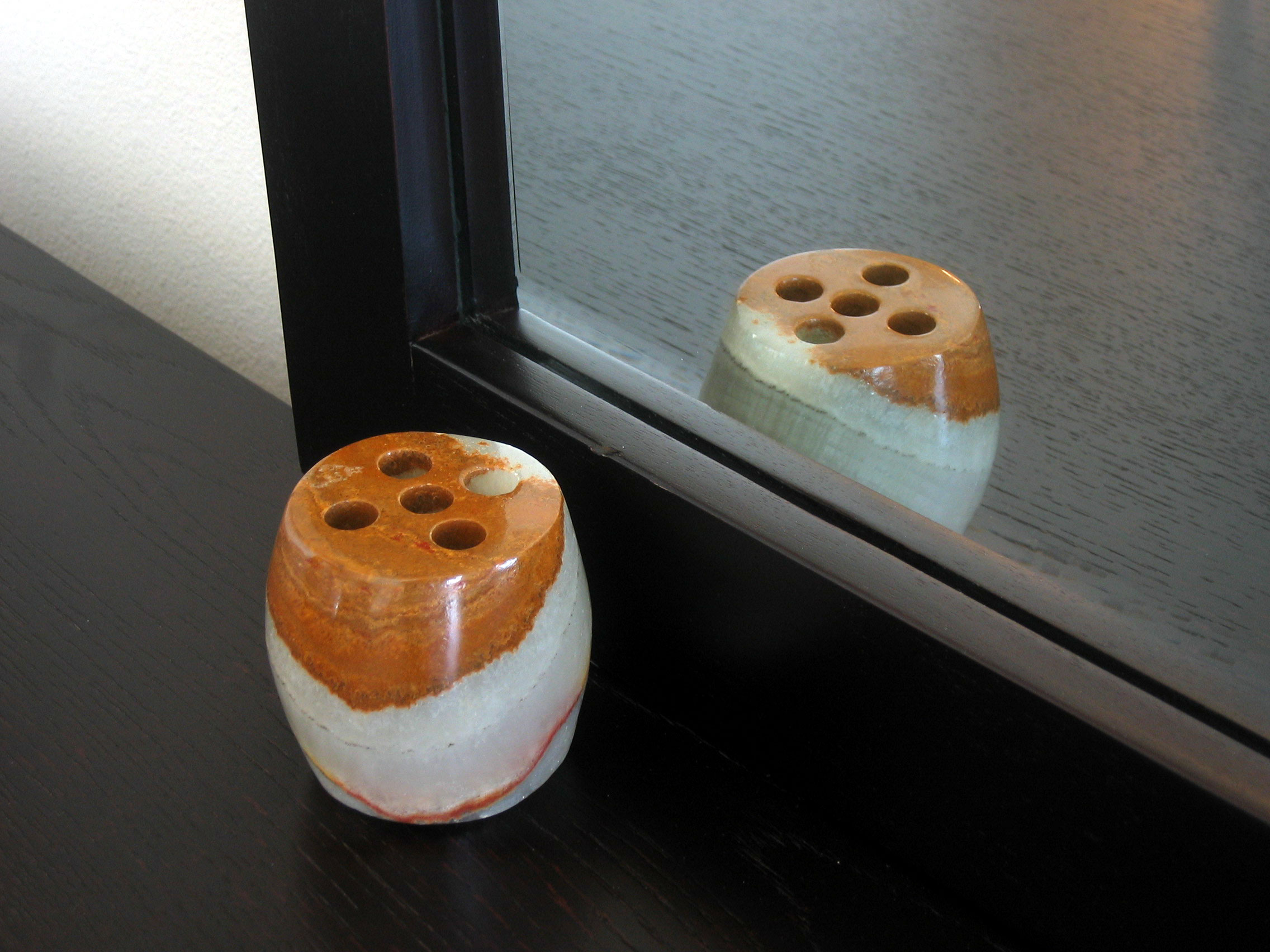
鏡に映ったペンシルホルダー

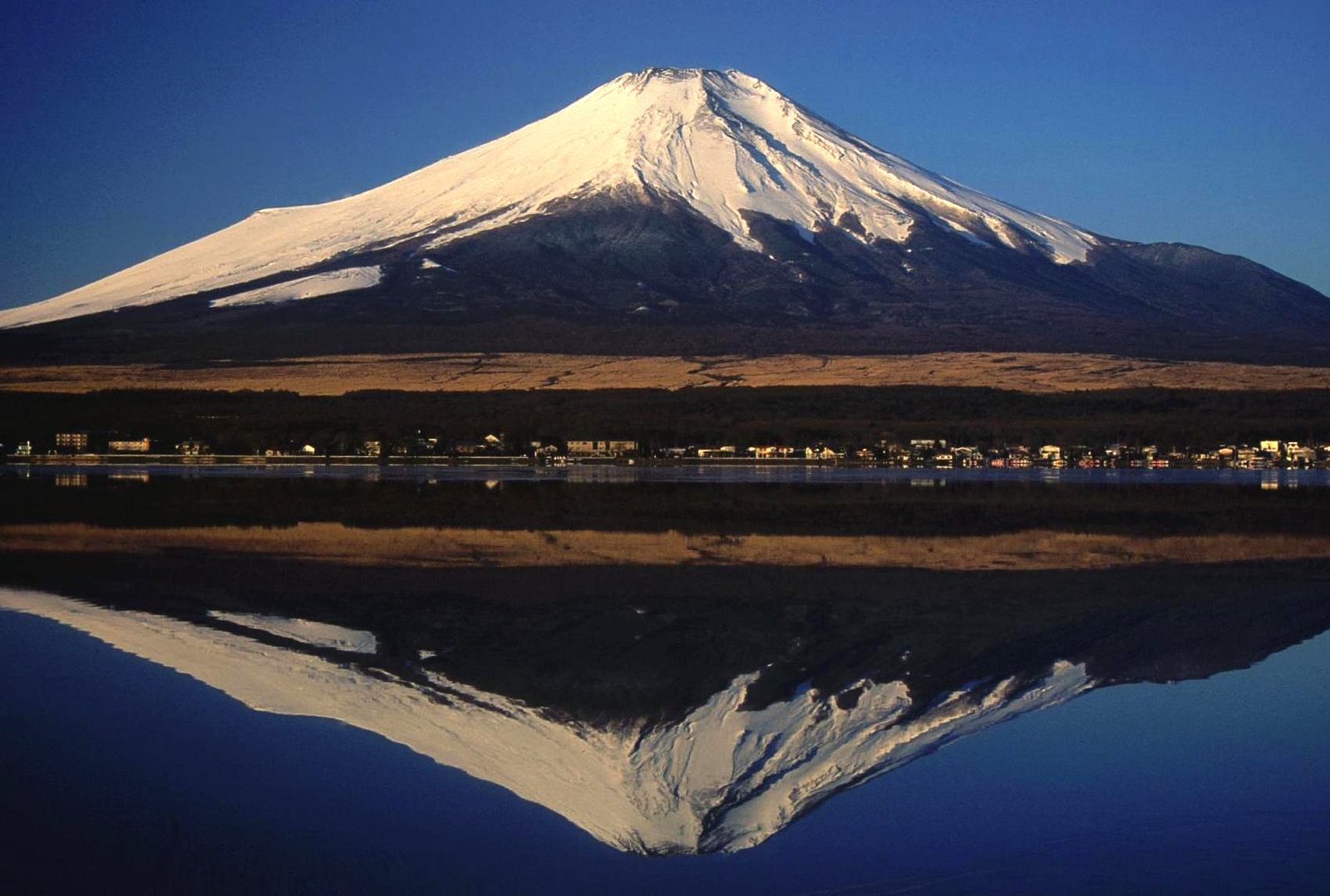
水面による反射は、鏡面反射の一種である。山中湖の逆さ富士。

鏡面反射（、英: specular reflection）は入射角と反射角が等しい反射である。正反射（）とも。

## 概要
鏡面反射は鏡のように反射の法則に従って波を跳ね返すことである。すなわち入射角 {\displaystyle \theta _{i}} と反射角 {\displaystyle \theta _{r}} が等しい（{\displaystyle \theta _{i}=\theta _{r}}）反射である（図参照）。
正反射では光の向きを保存するためいわゆる鏡写しの虚像が見えるのが特徴である。
鏡面反射という用語は可視光線に対するものだが、工学や科学では他の電磁波についてもこの用語を用いる。電磁波以外の波動の鏡面反射も同じ原理に従う。音波を鏡面反射する鏡や原子を鏡面反射する原子鏡もある。固体の鏡で効率的に原子を反射するには、原子が非常に低温であったり、入射角に注意が必要である。これを量子反射と呼ぶ。原子の鏡面反射を強化する鏡として、うね（ridge）のある鏡がある。
反射の法則は、平らな境界面上の（短い波長の）平面波の回折から生じる。平坦な境界面が波長よりもずっと大きい場合、境界面の電子が鏡面反射の方向にのみ励起される。鏡面が波長と比較して小さい場合、反射の法則は成り立たず、光の反射は複雑になる。
鏡面反射に対して、界面下で発生する反射を拡散反射と呼ぶ。鏡面反射と拡散反射の割合は材質固有の反射率とフレネルの式によって決定される。非金属では鏡面反射の割合が低いのに対し、金属表面では鏡面反射の割合が大きくなる。フレネルの法則によって、入射角 {\displaystyle \theta _{i}} が大きければ大きいほど鏡面反射が強くなる。屈折率の大きい媒質を伝播する光が屈折率の小さい媒質との境界面に当たった場合、大きな入射角では全反射が発生することがある。

## 鏡面反射光
鏡面反射光（）は鏡面反射によって放たれた光である。

### 鏡面反射光の特性

#### 光源色の反映

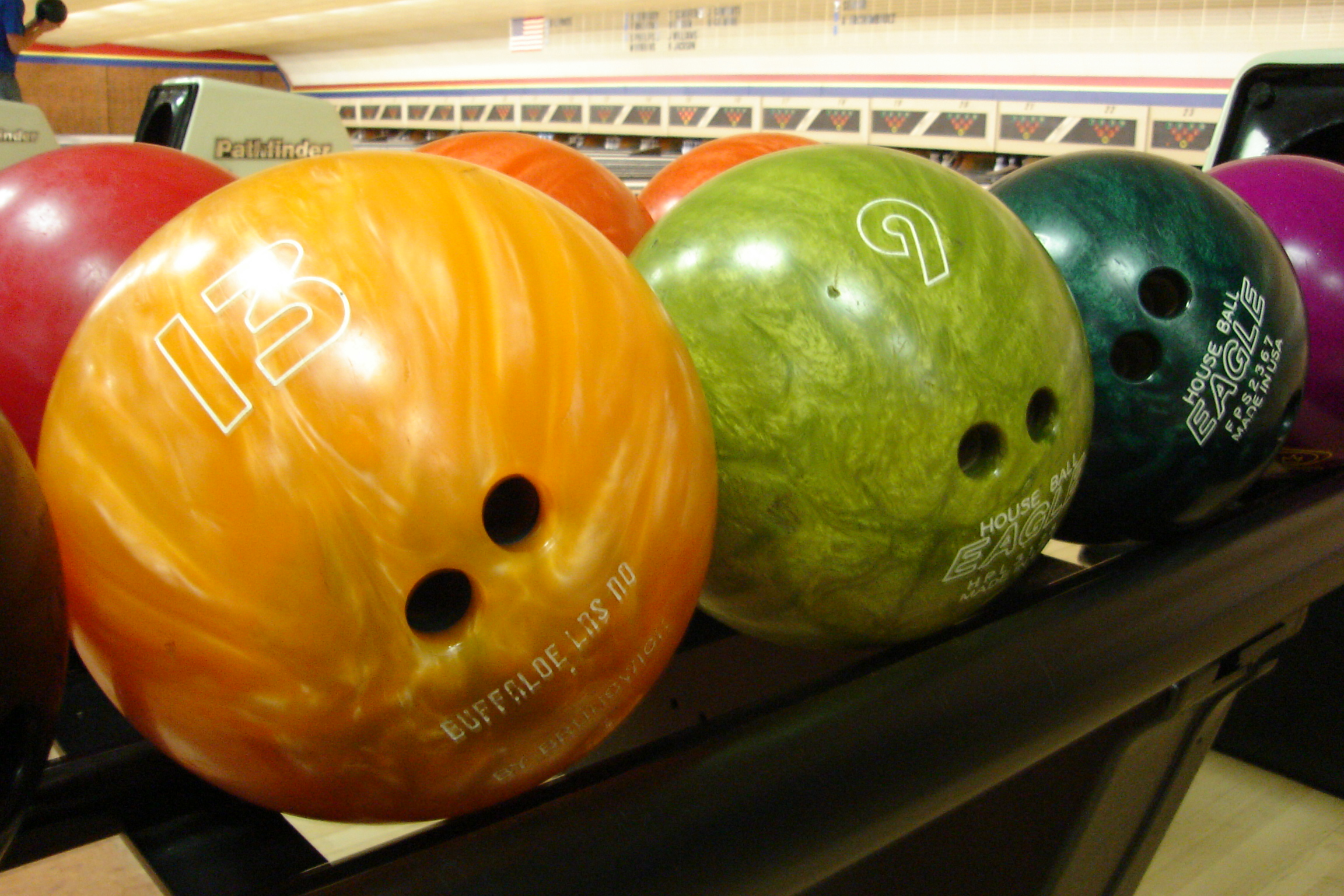
白色光源で照らされたボーリングのボール

鏡面反射光の色は反射面の特性に依らず光源の色と一致する。
例えば白色光源で色付きボウリングのボールを照らすと、鏡面反射光（鏡面反射成分）は白色になる。これはハイライトとして知られる（図参照）。

#### 入射光偏光の維持
鏡面反射光の偏光は入射光の偏光と一致する。すなわち偏光が反射しても維持される。

## 近似
凹凸のない表面では鏡面反射は正反射となるが、凹凸のある表面では巨視的には広がりのある反射となる。同じ色の塗料でも艶消し加工にすると白っぽく見えるのは薄く広がった鏡面反射によるものである。